# Poštarski dom na Vršiču
Poštarski dom (1688 m) je planinska koča na Vršiču. Upravlja jo Planinsko društvo Pošte in Telekoma Ljubljana in je oskrbovana v poletni sezoni. Koča ima 1 gostinski prostor s 53 sedeži in točilnico. Na voljo ima 10 sob s 30 posteljami in 20 na skupnih ležiščih. Je izhodišče planinskih poti na Mojstrovko, Prisojnik, Razor, Jalovec in druge vrhove Julijskih Alp.
Kočo so postavili leta 1922 jugoslovanski graničarji in jo uporabljali kot obmejno stražnico. Leta 1952 so jeseniški planinci kočo preuredili v planinski dom. Naslednje leto pa so poštarji-planinci na njenem mestu postavili današnji Poštarski dom.

## Dostopi
- 0.30 h: od Erjavčeve koče na Vršiču
- 0.10 h: od Tičarjevega doma na Vršiču